# Cissus mexicana
Cissus mexicana är en vinväxtart som beskrevs av Moc. & Sesse och Dc.. Cissus mexicana ingår i släktet Cissus och familjen vinväxter. Inga underarter finns listade i Catalogue of Life.